# Atlanta Country Music Hall of Fame
De Atlanta Country Music Hall of Fame (ACMHF) is een eerbetoon aan personen en muziekgroepen om de muzikale nalatenschap uit Atlanta, Georgia, te bewaren, nieuw talent te stimuleren en om personen op nationaal niveau te eren voor hun bijdrage aan de countrymuziek. De ACMHF werd in 1982 opgericht door Johnny Carson (de kleinzoon van Fiddlin' John Carson) en Phyllis Annell Cole.

## Hall of Fame
| Jaar | lid                              |
| ---- | -------------------------------- |
| 1982 | Fiddlin' John Carson             |
| 1982 | Gid Tanner                       |
| 1982 | Riley Puckett                    |
| 1982 | Clayton McMichen                 |
| 1982 | Roba Stanley                     |
| 1982 | Moonshine Kate                   |
| 1982 | Anita Sorrells Mathis            |
| 1983 | Cotton Carrier                   |
| 1983 | Boots Woodall                    |
| 1983 | Hank Penny                       |
| 1983 | Lowe Stokes                      |
| 1983 | A. A. Gray                       |
| 1983 | Earl Johnson                     |
| 1983 | Alec Smart                       |
| 1984 | Bill Lowery                      |
| 1984 | Mama Wynette                     |
| 1984 | Pete Cassell                     |
| 1984 | Bert Layne                       |
| 1985 | Martha Carson                    |
| 1985 | James Carson                     |
| 1985 | Boudleaux Bryant                 |
| 1985 | Felice Bryant                    |
| 1985 | Jimmy Smith                      |
| 1985 | Curley Kinsey                    |
| 1985 | Slim Bryant                      |
| 1985 | Blue Sky Boys                    |
| 1985 | Swanee River Boys                |
| 1985 | Sunshine Boys                    |
| 1986 | Brenda Lee                       |
| 1986 | Leroy Abernathy                  |
| 1986 | Polk C. Brockman                 |
| 1986 | Dan Hornsby                      |
| 1986 | Mack Compton                     |
| 1987 | Bill Anderson                    |
| 1987 | Joe South                        |
| 1987 | Harpo Kidwell                    |
| 1987 | Ramblin' Tommy Scott (Doc)       |
| 1987 | Reverend Andrew Jenkins          |
| 1987 | Grady & Hazel Cole               |
| 1988 | Jack Greene                      |
| 1988 | Buddy Buie                       |
| 1988 | Smith Brothers                   |
| 1988 | Marion Brown                     |
| 1988 | Pop Eckler                       |
| 1988 | Bill Gatin                       |
| 1989 | Mary Tallent                     |
| 1989 | Wade Pepper                      |
| 1989 | Wally Fowler                     |
| 1989 | Hovie Lister                     |
| 1989 | Johnny New                       |
| 1989 | Ann Tant                         |
| 1989 | David Rogers                     |
| 1989 | Ted Foreman                      |
| 1990 | Billy Joe Royal                  |
| 1990 | Freddie Weller                   |
| 1990 | Pete Drake                       |
| 1990 | Deacon Freeman                   |
| 1991 | Rhubarb Jones                    |
| 1991 | TV Wranglers                     |
| 1991 | Peachtree Cowboys                |
| 1991 | Swingbillies                     |
| 1991 | Logan Sisters                    |
| 1991 | Junior Samples                   |
| 1991 | Paul Peek                        |
| 1992 | Jane Carrier                     |
| 1992 | Bertie Higgins                   |
| 1992 | Tommy Rowd                       |
| 1992 | Hugh Jarrett (Baby)              |
| 1993 | Wendy Bagwell & The Sunliters    |
| 1993 | Ralph Peer                       |
| 1993 | Geno Rumple                      |
| 1993 | Jimmy Jones                      |
| 1993 | Gordon Tanner                    |
| 1994 | Mac Wiseman                      |
| 1994 | Albert Coleman                   |
| 1994 | Len Anthony                      |
| 1994 | Howard Cunningham                |
| 1995 | Dave Mack                        |
| 1995 | J.R. Cobb                        |
| 1995 | Jimmy Smart                      |
| 1995 | Tommy Bennett                    |
| 1995 | Ray Whitley                      |
| 1995 | Billy Dilworth                   |
| 1996 | (Little) Jimmy Dempsey           |
| 1996 | Jimmy Bryant                     |
| 1996 | Les Reed                         |
| 1996 | Phyllis Annell Cole              |
| 1996 | Johnny Carson                    |
| 1997 | Chuck Atha                       |
| 1997 | George Head                      |
| 1997 | Larry Sasser                     |
| 1997 | Razzy Bailey                     |
| 1998 | Rice Brothers                    |
| 1998 | Carl Queen                       |
| 1998 | Randy Little                     |
| 1998 | Howard Garmon                    |
| 1998 | Jim Single                       |
| 1999 | Chet Atkins                      |
| 1999 | Curley Williams                  |
| 1999 | Jim & Jesse McReynolds           |
| 1999 | Uncle Ned                        |
| 1999 | Dan Welch                        |
| 1999 | Randy Howard                     |
| 2000 | Faron Young                      |
| 2000 | Vern Gosdin                      |
| 2000 | Tom Long                         |
| 2000 | Paul Aiken                       |
| 2000 | Sam Tucker                       |
| 2000 | Bob Rutland (Georgia Slim)       |
| 2001 | Ray Stevens                      |
| 2001 | Eva Mae LeFevre                  |
| 2001 | The LeFevres                     |
| 2001 | Hal Coleman/Milton Crabapple     |
| 2001 | Gordon D.                        |
| 2001 | J.N. & Onie Baxter               |
| 2002 | Johnny Paycheck                  |
| 2002 | Doug Stone                       |
| 2002 | Bruce Burch                      |
| 2002 | Vern Kendrick                    |
| 2002 | Billy Dee Cox                    |
| 2002 | John Cullen Tice                 |
| 2002 | Mack & Evelyn Farley             |
| 2002 | Murray Freeman                   |
| 2003 | Jerry Braswell                   |
| 2003 | James Childers (Chief)           |
| 2003 | Stonewall Jackson                |
| 2003 | Roy Drusky                       |
| 2003 | A. Jaye O'Bryant                 |
| 2004 | Charles Key                      |
| 2004 | Georgia Mountain Fair Staff Band |
| 2004 | Cowboy Bill Holden               |
| 2004 | Swinging Gentlemen Band          |
| 2004 | Randall Franks                   |
| 2004 | Doc Stovall                      |
| 2004 | Jerry Warren                     |
| 2005 | Charles M. Abernathy             |
| 2005 | T. B. Burton                     |
| 2005 | Fred Daniel                      |
| 2005 | Jim Dunham                       |
| 2005 | Mike Fleming                     |
| 2005 | Ed Wallace                       |
| 2006 | Danny O'Day                      |
| 2006 | Terri Gibbs                      |
| 2006 | Hugh X. Lewis                    |
| 2006 | Ace Richman                      |
| 2006 | Bob Shaw                         |
| 2006 | John Jarrard                     |
| 2007 | Klaudt Indian Family             |
| 2007 | The Marksmen                     |
| 2007 | Monty Powell                     |
| 2007 | Dottie Rambo                     |
| 2007 | Paul Puckett                     |
| 2008 | Felton Dunn                      |
| 2008 | Kenneth Hood                     |
| 2008 | George Jones                     |
| 2008 | Barney Miller                    |
| 2008 | Billy Puckett                    |
| 2008 | Andy Thomas                      |
| 2008 | Little David Young               |
| 2009 | Jim Lusk & Laverne Layne         |
| 2009 | Joel Hayes                       |
| 2009 | Bob Wyatt                        |
| 2009 | Pickers Re-Tune-Ion              |
| 2009 | Johnny Cochran                   |
| 2009 | Clayton Head                     |
| 2009 | Kenny Ledford                    |
| 2009 | Joseph Johnson                   |
| 2010 | Marvin Davis                     |
| 2010 | John Farley                      |
| 2010 | Bobby Johnson                    |
| 2010 | Stan Lee                         |
| 2010 | Roy Westray                      |
| 2011 | Lowell Cooke                     |
| 2011 | Jimmy Garmon                     |
| 2011 | Bob Harvey                       |
| 2011 | Donnie Lee                       |
| 2012 | Morris Brothers                  |
| 2012 | Lynn Owsley                      |
| 2012 | Smith Sacred Singers             |
| 2012 | Michael P. Steed                 |
| 2012 | The Watkins Family               |
| 2013 | Debi Bass                        |
| 2013 | Phyllis English                  |
| 2013 | Edgel Groves sr.                 |
| 2013 | Bobby G. Rice                    |